# Неферефраанх Анхнеферефра
Неферефраанх Анхнеферефра (XXV ст. до н. е. ) — давньоєгипетський державний діяч, верховний жрець Птаха часів фараонів Неферефри та Ніусерри.

## Життєпис
Про походження замало відомостей. Висувається думка, що був родичем фараона Неферефри, з яким схожа ім'я цього жерця. Відомості про Неферефраанха міститься на мастабі в Саккарі. Також обіймав посаду головного начальника ремісників, тобто відповідав для усі цивільні та військові майстерні в державі, що відповідає міністру промисловості.
Ймовірно був не єдиним верховним жерцем Птаха в Мемфісі. Помер за правління фараона Ніусерри.